# Berkeley Castle
Berkeley Castle är ett slott i Storbritannien.   Det ligger i grevskapet Gloucestershire och riksdelen England, i den södra delen av landet, 160 km väster om huvudstaden London. Berkeley Castle ligger 20 meter över havet.
Terrängen runt Berkeley Castle är platt söderut, men norrut är den kuperad. Runt Berkeley Castle är det tätbefolkat, med 369 invånare per kvadratkilometer. Närmaste större samhälle är Chipping Sodbury, 17,2 km söder om Berkeley Castle. Trakten runt Berkeley Castle består i huvudsak av gräsmarker.